# Happy!
Happy!  ist eine US-amerikanische Fernsehserie. Sie wurde vom Sender Syfy ab 6. Dezember 2017 ausgestrahlt und basiert auf dem gleichnamigen Comic von Grant Morrison und Darick Robertson. Die von Original Film, Littleton Road und Universal Cable Productions produzierte Serie wurde am 29. Januar 2018 um eine zweite Staffel verlängert.
Im deutschsprachigen Raum ist die Serie bei Netflix zu sehen. Die zweite Staffel wurde dort am 5. Juni 2019 veröffentlicht. Am 4. Juni 2019 verkündete Syfy die Einstellung der Serie nach der zweiten Staffel. Dabei plante Universal Cable Productions, die Rechte der Serie an andere Streaminganbieter, wie Netflix, Hulu oder Amazon Prime zu verkaufen.

## Inhalt
Nick Sax ist ein alkoholkranker Ex-Polizist, der nun als Auftragskiller arbeitet und seine Tage mit Drogenexzessen und Zynismus verbringt. Nachdem er bei einem Auftrag verletzt wird und im Rettungswagen Medikamente bekommt, sieht und hört er nun ein kleines, blaues, geflügeltes Einhorn namens Happy. Dieses ist der imaginäre Freund eines kleinen Mädchens namens Hailey, das von einem als Weihnachtsmann verkleideten Mann gekidnappt wurde. Happy wurde von ihr entsendet, um Nick um Hilfe zu ersuchen. Dabei findet Nick heraus, warum gerade er ausgewählt wurde: Hailey ist seine Tochter, von deren Existenz er bis dato nicht wusste, da er sich von ihrer Mutter, bevor sie ihn über ihre Schwangerschaft informieren konnte, entfremdet hatte. Daher stimmt Nick widerwillig zu und versucht mit seinem neuen „Partner“ alles Nötige, um Hailey zu retten.

## Rezeption
Die erste Staffel der Serie wurde von 81 Prozent der Kritiker bei Rotten Tomatoes positiv bewertet, vom Publikum mit 94 Prozent.

## Besetzung und Synchronisation
Die deutschsprachige Synchronisation der Serie erfolgte bei der SDI Media Germany GmbH, Berlin, nach dem Synchronisations-Drehbuch von Alexej Ashkenazy und unter Dialogregie von Ina Kämpfe.
| Figur                          | Darsteller         | Deutscher Sprecher |
| ------------------------------ | ------------------ | ------------------ |
| Nick Sax                       | Christopher Meloni | Frank Röth         |
| Francisco Scaramucci           | Ritchie Coster     | Uwe Büschken       |
| Det. Meredith „Merry“ McCarthy | Lili Mirojnick     | Esra Vural         |
| Amanda Hansen                  | Medina Senghore    | Cornelia Waibel    |
| Smoothie                       | Patrick Fischler   | Bernd Vollbrecht   |
| Stimme von Happy               | Patton Oswalt      | Rainer Fritzsche   |
| Very Bad Santa                 | Joseph D. Reitman  | Tilo Schmitz       |

## Episodenliste

### Staffel 1
| Nr. (ges.) | Nr. (St.) | Deutscher Titel                      | Originaltitel                    | Erstausstrahlung USA | Deutschsprachige Erstausstrahlung (D/A/CH) | Regie          | Drehbuch                      |
| ---------- | --------- | ------------------------------------ | -------------------------------- | -------------------- | ------------------------------------------ | -------------- | ----------------------------- |
| 1          | 1         | Der Heilige Nick                     | Saint Nick                       | 6. Dez. 2017         | 26. Apr. 2018                              | Brian Taylor   | Brian Taylor & Grant Morrison |
| 2          | 2         | Wozu ist ein Lächeln gut?            | What Smiles Are For              | 13. Dez. 2017        | 26. Apr. 2018                              | Brian Taylor   | Patrick Macmanus              |
| 3          | 3         | Als Weihnachten noch Weihnachten war | When Christmas Was Christmas     | 20. Dez. 2017        | 26. Apr. 2018                              | Brian Taylor   | Brian Taylor                  |
| 4          | 4         | Das Jahr des Pferdes                 | The Year of the Horse            | 27. Dez. 2017        | 26. Apr. 2018                              | Wayne Yip      | Noelle Valdivia               |
| 5          | 5         | Weiße Soße? Scharfe Soße?            | White Sauce? Hot Sauce?          | 10. Jan. 2018        | 26. Apr. 2018                              | Wayne Yip      | Peter Macmanus                |
| 6          | 6         | Schrottplatz der kindlichen Dinge    | The Scrapyard of Childish Things | 17. Jan. 2018        | 26. Apr. 2018                              | David Petrarca | Ken Kristensen                |
| 7          | 7         | Zerstörer der Welten                 | Destroyer of Worlds              | 24. Jan. 2018        | 26. Apr. 2018                              | Brian Taylor   | Matthew White                 |
| 8          | 8         | Ich bin die Zukunft                  | I Am the Future                  | 31. Jan. 2018        | 26. Apr. 2018                              | Brian Taylor   | Brian Taylor & Grant Morrison |

### Staffel 2
| Nr. (ges.) | Nr. (St.) | Deutscher Titel                       | Originaltitel                      | Erstausstrahlung USA | Deutschsprachige Erstausstrahlung (D/A/CH) | Regie              | Drehbuch                               |
| ---------- | --------- | ------------------------------------- | ---------------------------------- | -------------------- | ------------------------------------------ | ------------------ | -------------------------------------- |
| 9          | 1         | Krieg dem Ostern                      | The War on Easter                  | 27. März 2019        | 5. Juni 2019                               | Brian Taylor       | Brian Taylor & Grant Morrison          |
| 10         | 2         | Tallahassee                           | Tallahassee                        | 3. Apr. 2019         | 5. Juni 2019                               | Christopher Meloni | Evan Reilly                            |
| 11         | 3         | Manche Mädchen sollten öfter Buße tun | Some Girls Need A Lot Of Repenting | 10. Apr. 2019        | 5. Juni 2019                               | Brian Taylor       | Noelle Valdivia                        |
| 12         | 4         | Blitzkrieg!!!                         | Blitzkrieg!!!                      | 17. Apr. 2019        | 5. Juni 2019                               | Joseph Kahn        | Ken Kristensen                         |
| 13         | 5         | 19 Stunden und 13 Minuten             | 19 Hours and 13 Minutes            | 24. Apr. 2019        | 5. Juni 2019                               | Marianna Palka     | Ahamdu Garba                           |
| 14         | 6         | Das Fest der Perversen                | Pervapalooza                       | 1. Mai 2019          | 5. Juni 2019                               | Marianna Palka     | Patrick Macmanus & Ashley Michel Hoban |
| 15         | 7         | Arlo und Marie                        | Arlo and Marie                     | 8. Mai 2019          | 5. Juni 2019                               | Wayne Yip          | Noelle Valdivia                        |
| 16         | 8         | Freundschaft mit dem Tod              | A Friend of Death                  | 15. Mai 2019         | 5. Juni 2019                               | Wayne Yip          | Brian Taylor                           |
| 17         | 9         | Fünf Chicken-Sticks und eine Waffe    | Five Chicken Fingers and a Gun     | 22. Mai 2019         | 5. Juni 2019                               | Brian Taylor       | Patrick Macmanus & Ashley Michel Hoban |
| 18         | 10        | Auferstehung                          | Resurrection                       | 29. Mai 2019         | 5. Juni 2019                               | Brian Taylor       | Brian Taylor                           |